# Illya Zabarnyi
Illya Zabarnyi (en ucraniano: Ілля Борисович Забарний; Kiev, 1 de septiembre de 2002) es un futbolista ucraniano que juega en la demarcación de defensa para el Paris Saint-Germain F. C. de la Ligue 1.

## Trayectoria
Se formó en la academia del F. C. Dinamo de Kiev y en 2020 hizo su debut con el primer equipo. Ganó los tres títulos nacionales y el 31 de enero de 2023 fue traspasado al AFC Bournemouth.
En Inglaterra jugó su primer partido el 4 de abril frente al Brighton & Hove Albion. En la temporada 2023-24 fue escogido mejor jugador del club por la afición y en la campaña siguiente ayudó al equipo a finalizar en novena posición de la Premier League con récord de puntuación.
El 12 de agosto de 2025 se anunció su fichaje por el Paris Saint-Germain F. C. hasta 2030, convirtiéndose de este modo en el primer ucraniano en la historia del club.

## Selección nacional
Tras jugar con la selección de fútbol sub-17 de Ucrania y la sub-21, finalmente hizo su debut con la selección absoluta el 7 de octubre de 2020 en un encuentro amistoso contra Francia que finalizó con un resultado de 7-1 a favor del combinado francés tras los goles de Eduardo Camavinga, Corentin Tolisso, Kylian Mbappé, Antoine Griezmann, un doblete de Olivier Giroud y un autogol de Vitaliy Mykolenko para Francia, y de Viktor Tsyhankov para Ucrania.

### Participaciones en Eurocopas
| Copa          | Sede     | Resultado        | Partidos | Goles |
| ------------- | -------- | ---------------- | -------- | ----- |
| Eurocopa 2020 | Europa   | Cuartos de final | 5        | 0     |
| Eurocopa 2024 | Alemania | Primera fase     | 3        | 0     |

## Estadísticas

### Clubes
Actualizado al último partido disputado el 25 de mayo de 2025.
| Club                              | Div.          | Temporada     | Liga  | Liga  | Copas nacionales | Copas nacionales | Copas internacionales | Copas internacionales | Total | Total |
| Club                              | Div.          | Temporada     | Part. | Goles | Part.            | Goles            | Part.                 | Goles                 | Part. | Goles |
| --------------------------------- | ------------- | ------------- | ----- | ----- | ---------------- | ---------------- | --------------------- | --------------------- | ----- | ----- |
| F. C. Dinamo de Kiev · Ucrania    | 1.ª           | 2020-21       | 21    | 1     | 2                | 0                | 13                    | 0                     | 36    | 1     |
| F. C. Dinamo de Kiev · Ucrania    | 1.ª           | 2021-22       | 15    | 0     | 2                | 0                | 6                     | 0                     | 23    | 0     |
| F. C. Dinamo de Kiev · Ucrania    | 1.ª           | 2022-23       | 14    | 0     | 0                | 0                | 11                    | 0                     | 25    | 0     |
| F. C. Dinamo de Kiev · Ucrania    | Total club    | Total club    | 50    | 1     | 4                | 0                | 30                    | 0                     | 84    | 1     |
| AFC Bournemouth Inglaterra        | 1.ª           | 2022-23       | 5     | 0     | —                | —                | —                     | —                     | 5     | 0     |
| AFC Bournemouth Inglaterra        | 1.ª           | 2023-24       | 37    | 1     | 5                | 0                | —                     | —                     | 42    | 1     |
| AFC Bournemouth Inglaterra        | 1.ª           | 2024-25       | 36    | 0     | 3                | 0                | —                     | —                     | 39    | 0     |
| AFC Bournemouth Inglaterra        | Total club    | Total club    | 78    | 1     | 8                | 0                | 0                     | 0                     | 86    | 1     |
| Paris Saint-Germain F. C. Francia | 1.ª           | 2025-26       | 0     | 0     | 0                | 0                | 0                     | 0                     | 0     | 0     |
| Paris Saint-Germain F. C. Francia | Total club    | Total club    | 0     | 0     | 0                | 0                | 0                     | 0                     | 0     | 0     |
| Total carrera                     | Total carrera | Total carrera | 128   | 2     | 12               | 0                | 30                    | 0                     | 170   | 2     |

## Palmarés

### Títulos nacionales
| Título                  | Club                 | País    | Año  |
| ----------------------- | -------------------- | ------- | ---- |
| Copa de Ucrania         | F. C. Dinamo de Kiev | Ucrania | 2020 |
| Supercopa de Ucrania    | F. C. Dinamo de Kiev | Ucrania | 2020 |
| Liga Premier de Ucrania | F. C. Dinamo de Kiev | Ucrania | 2021 |
| Copa de Ucrania         | F. C. Dinamo de Kiev | Ucrania | 2021 |